# Club de la Réunion
Der Club de la Réunion (dt. Vereinigungsklub) war ein französischer revolutionärer politischer Klub, der 1792 von den Girondisten gegründet wurde.

## Geschichte
Ähnlich den Jakobinern wurde der Klub anfangs als rein innerpalamentarische Einrichtung zur Zeit der Gesetzgebenden Nationalversammlung gegründet. Er war damit eher gegen die regierenden Feuillanten als gegen die Bergpartei ausgerichtet. Dies zeigt sich auch in der Zusammensetzung der Mitglieder, die auch dem Berg entstammten. 
Im Gegensatz zu den meisten anderen Gesellschaften und den politischen Gepflogenheiten der damaligen Zeit finden ihre Sitzungen hinter verschlossenen Türen statt und sie veröffentlicht keine Mitgliederliste. In ähnlicher Weise nahm er im Gegensatz zum Jakobinerklub am Tag des 20. Juni 1792 teil. Mit den Salons von Madame Roland, Madame Dodun und Valazé spielte er später eine führende Rolle in der Entwicklung der Opposition der Girondisten gegen den Berg.

## Wissenschaftliche Aufarbeitung
Das genaue Gründungsdatum ist unbekannt.
Fraser Mackenzie setzt seine Gründung auf April 1792, Eugène Lintilhac ungefähr zur gleichen Zeit, Albert Mathiez auf Mai, Bernardine Melchior-Bonnet nach der Entlassung der girondistischen Minister (13. Juni 1792) und der Veröffentlichung des Braunschweiger Manifestes (25. Juli).
Edna Hindie Lemay gibt 30 registrierte Abgeordnete an: Albitte, Basire, Bréard, Brissot, Broussonet, Joseph und Lazare Carnot, Chabot, Choudieu, Condorcet, De Bry, Delacroix, Ducos, Duhem, Fauchet, Gensonné, Grangeneuve, Guyton, Hérault, Isnard, Kersaint, de Lagrevol, Lasource, Lecointe, Lequinio, Mailhe, Masuyer, Quinette, Rouyer, Rühl und Vergniaud.
Laut Choudieu ist dieser Klub die Keimzelle der künftigen Montagne, er gibt jedoch zu, dass „fast alle Abgeordneten der Gironde“ sich dort präsentierten und dort empfangen wurden.
Laut Augustin Challamel hatte der Klub eine Zeitung, das Journal des amis de la paix et du bonheur de la nation. Der Chevalier Fleury de Pawlet (1731–1793) stellt sich in einer Petition als Autor dieser Publikation vor. Die Nationalbibliothek von Frankreich bewahrt nur die erste Ausgabe auf, die scheinbar als einzige erschienen sein muss